# Rue du Haut-Pavé
Ne doit pas être confondu avec Rue des Hauts-Pavés.
La rue du Haut-Pavé est une voie située à cheval sur le quartier Saint-Victor et le quartier de la Sorbonne du 5e arrondissement de Paris.

## Situation et accès
La rue du Haut-Pavé est desservie à proximité par la ligne 10 à la station Maubert-Mutualité.

## Origine du nom
Elle tient son nom en raison de sa pente escarpée d'alors.

## Historique
Cette ancienne rue s'appelait à l'origine « rue d'Amboise » puis « rue Pavée-Saint-Victor » en relation avec son quartier d'appartenance, avant de s'appeler « rue du Haut-Pavé » en raison de sa pente escarpée d'alors.

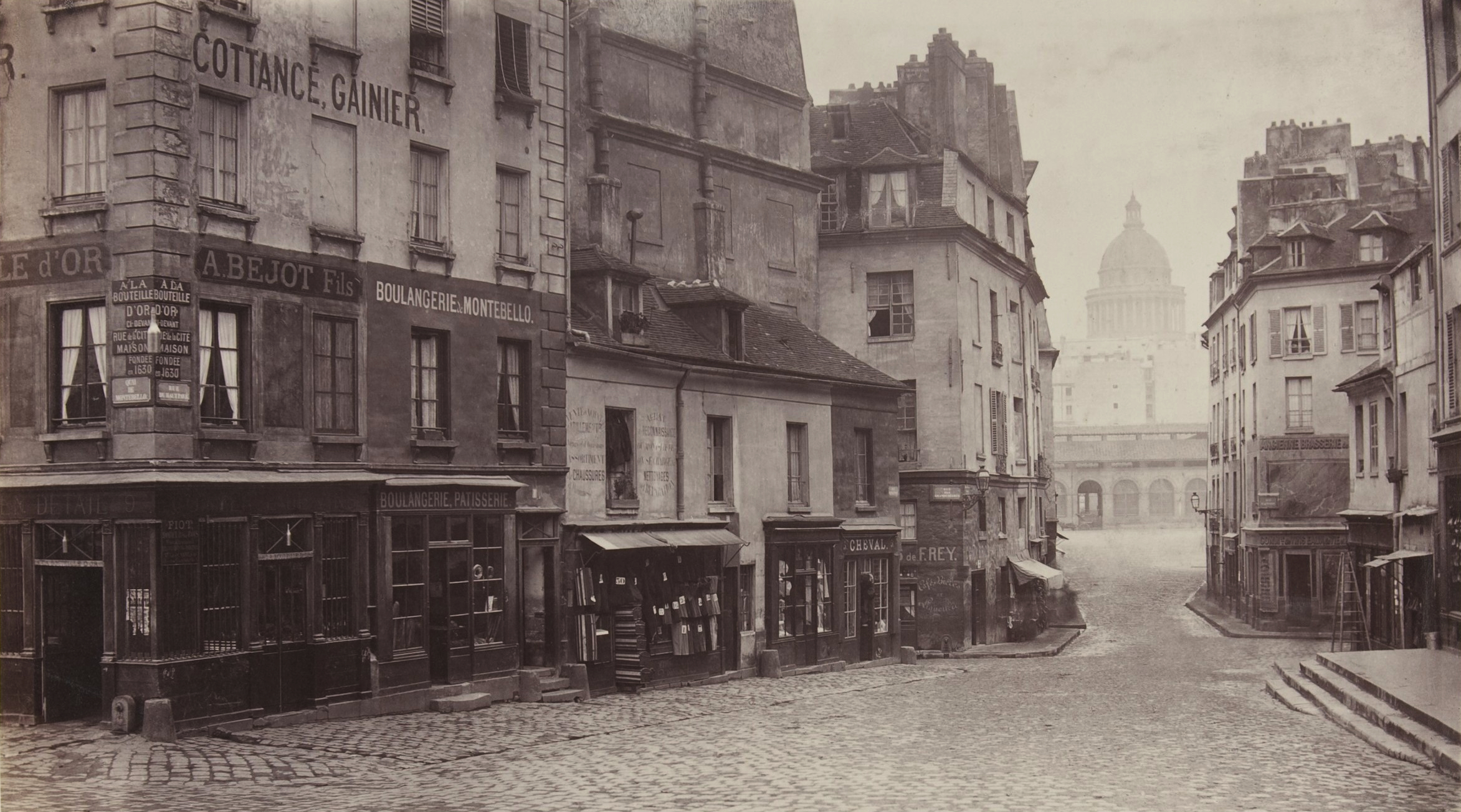
La rue, photographiée par Charles Marville entre 1865 et 1869. En arrière-plan, dans l'axe de la rue, on distingue la silhouette du Panthéon.
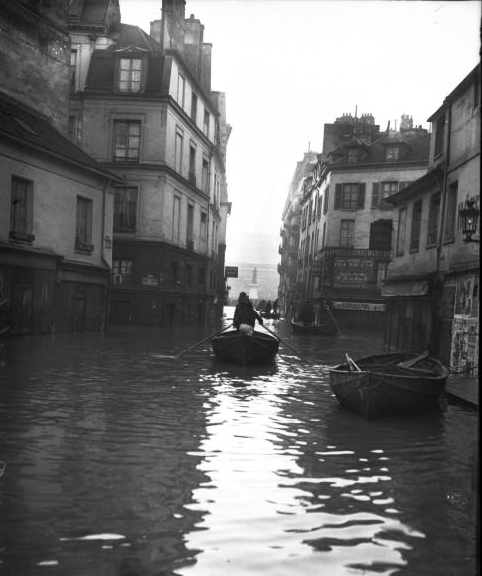
La rue, submergée lors de la crue de la Seine de 1910.
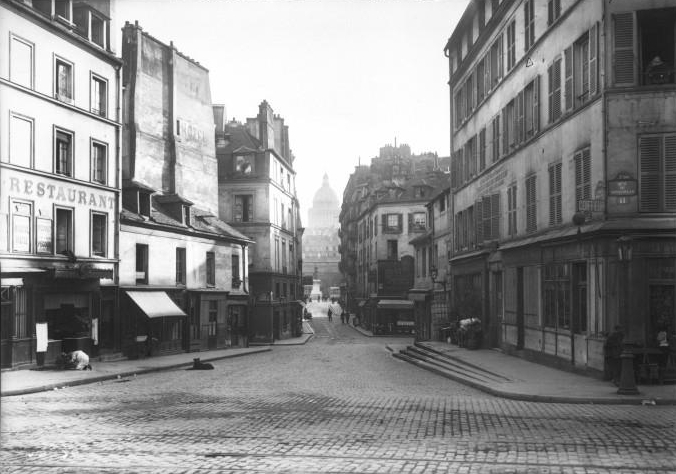
La rue en 1913.

## Bâtiments remarquables et lieux de mémoire

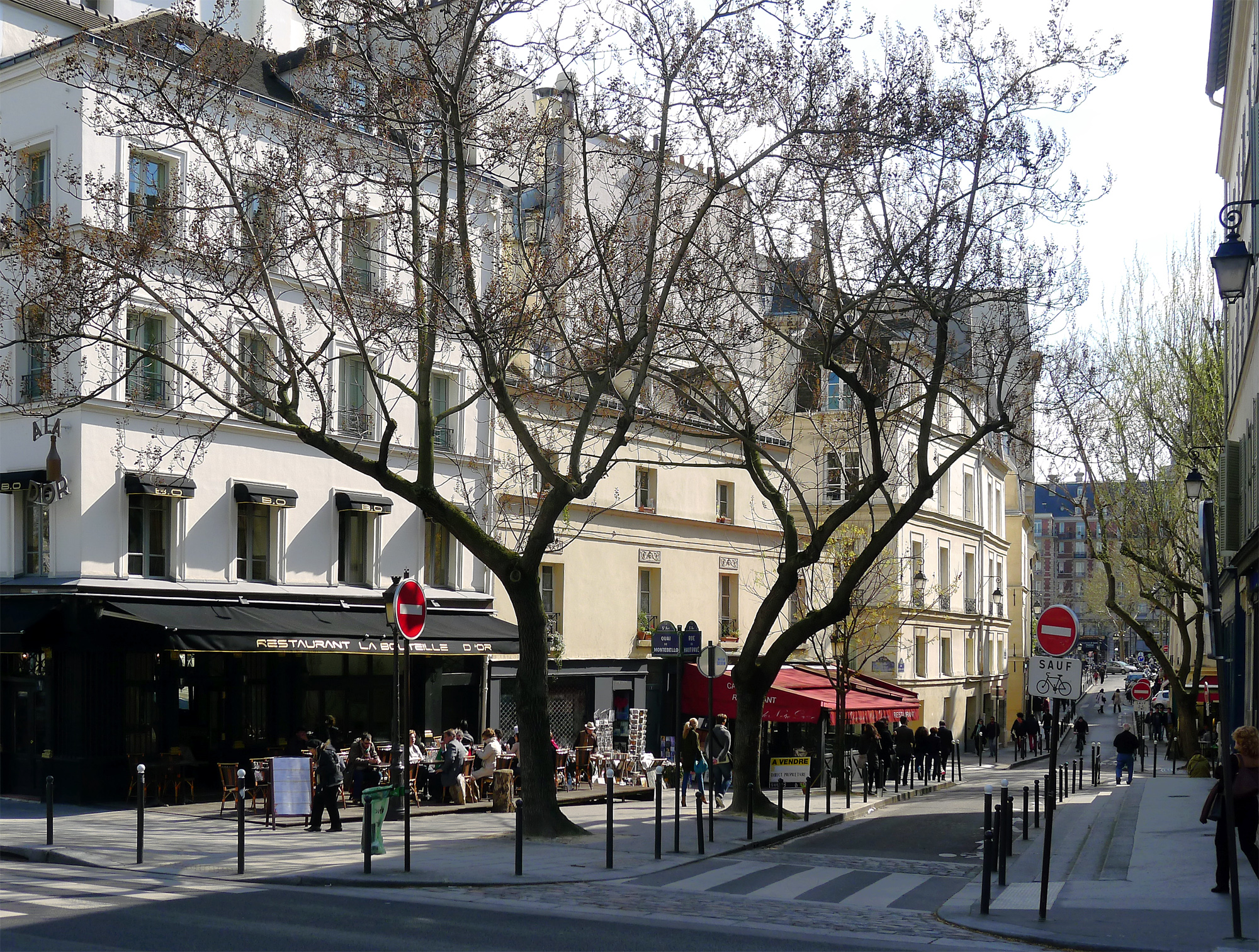
La rue, vue depuis le quai de Montebello.
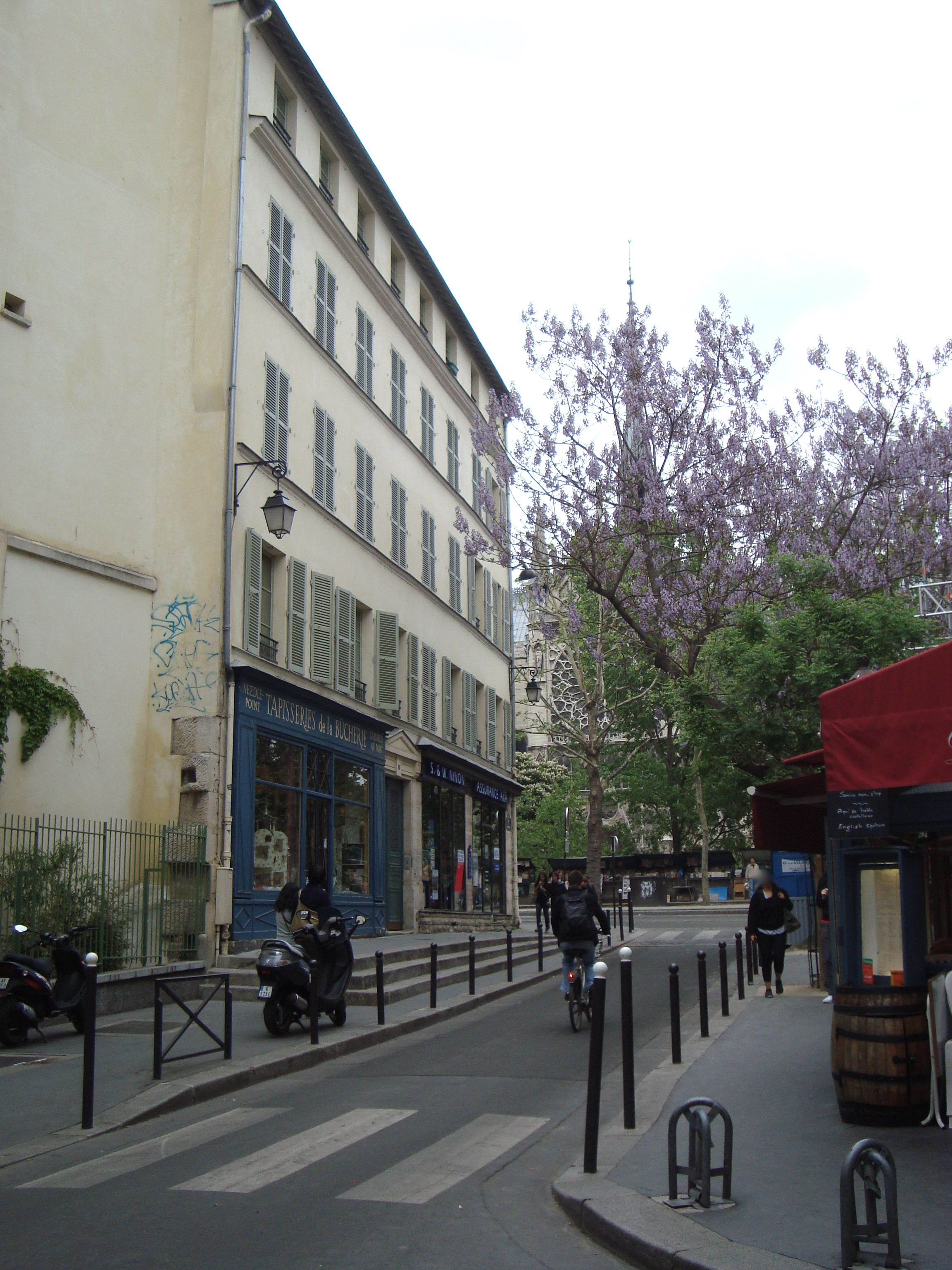
La rue, vue en direction de la Seine.